# Hugo Flink

Hugo Flink auf einer Fotografie von Alexander Binder

Hugo Flink, gebürtig  Fleischhacker (* 26. August 1879 in Wien, Österreich-Ungarn; † 2. Mai 1947 in Berlin), war ein österreichischer Schauspieler.

## Leben
In Mödling stand der gebürtige Hugo Fleischhacker bereits als Sechsjähriger erstmals auf einer Bühne. Seinen Militärdienst absolvierte er im k.u.k. Infanterie-Regiment Hoch- und Deutschmeister Nr. 4. Von 1897 bis 1899 besuchte er die Theaterschule Arnau des Wiener Burgtheaters.
Im Jahr 1899 kam er nach Berlin und erhielt ein Engagement am Neuen Theater. Von 1900 bis 1911 gehörte er zum Ensemble des Residenztheaters, ab 1904/05 war er am Lustspielhaus tätig. Er verkörperte Gentlemen und Bonvivants, später auch Väter und Herren von Rang und Namen.
Ab 1910 stand er regelmäßig vor Filmkameras. Er übernahm zunächst Hauptrollen und war Partner von Henny Porten und Asta Nielsen. Viermal verkörperte er den Meisterdetektiv Sherlock Holmes. Im Laufe der 1920er Jahre wurde Flink zum vielbeschäftigten Nebendarsteller, ab 1943 spielte er bis Kriegsende nur noch Theater. Flink stand 1944 in der Gottbegnadeten-Liste des Reichsministeriums für Volksaufklärung und Propaganda.

## Filmografie (Auswahl)
- 1910: Das Geheimnis der Toten
- 1911: Im großen Augenblick
- 1911: Zigeunerblut
- 1912: Die Kinder des Generals
- 1912: Madeleine
- 1913: Das Töpfchen
- 1913: Aus Deutschlands Ruhmestagen 1870/71
- 1913: Komödianten
- 1913: Alt-Heidelberg, Du feine …
- 1913: Der Herr des Todes
- 1914: Die goldene Fliege
- 1914: Der Prinzenraub
- 1915: Der springende Hirsch
- 1915: Der Hermelinmantel
- 1915: Der Silbertunnel
- 1915: Fluch der Schönheit
- 1916: Das rätselhafte Inserat
- 1916: Adamants letztes Rennen
- 1917: Hoheit Radieschen
- 1917: Der Erbe von Het Steen
- 1917: Des Goldes Fluch
- 1917: Königliche Bettler
- 1917: Es werde Licht!, 1. Teil
- 1917: Der Onyxknopf
- 1917: Die roten Schuhe
- 1917: Die Memoiren des Satans, 1. Teil: Dr. Mors
- 1917: Die Memoiren des Satans, 2. Teil: Fanatiker des Lebens
- 1918: Der Rubin-Salamander
- 1918: Die Rothenburger
- 1918: Die Verteidigerin
- 1919: Der Erdstrommotor
- 1920: Brigantenliebe
- 1920: Die Fürstin Woronzoff
- 1920: Va banque
- 1920: Katharina die Große
- 1920: Weltbrand
- 1921: Der wird geheiratet
- 1921: Der Mord in der Greenstreet
- 1921: Der Tanz um Liebe und Glück
- 1922: Das Liebesnest
- 1923: Der Geisterseher
- 1923: Die Frau mit den Millionen
- 1924: Der gestohlene Professor
- 1925: Liebe und Trompetenblasen
- 1926: Fräulein Josette – meine Frau
- 1926: Menschen untereinander
- 1926: Die Unehelichen
- 1927: Der Bettler vom Kölner Dom
- 1927: Bismarck 1862–1898
- 1927: Der Herr der Nacht
- 1927: Zwei unterm Himmelszelt
- 1929: Der Zigeunerprimas
- 1930: 1914, die letzten Tage vor dem Weltbrand
- 1931: Strohwitwer
- 1932: Zwei Herzen und ein Schlag
- 1932: Es wird schon wieder besser
- 1932: Das Geheimnis um Johann Orth
- 1932: Die Gräfin von Monte Christo
- 1932: Die elf Schill’schen Offiziere
- 1933: Kleiner Mann – was nun?
- 1933: Walzerkrieg
- 1934: Herr Kobin geht auf Abenteuer
- 1934: Ihr größter Erfolg
- 1934: Ein Mädchen mit Prokura
- 1934: Nur nicht weich werden, Susanne!
- 1934: Rosen aus dem Süden
- 1934: So endete eine Liebe
- 1935: Endstation
- 1935: Mein Leben für Maria Isabell
- 1935: Wenn die Musik nicht wär'
- 1935: Ein falscher Fuffziger
- 1936: Hans im Glück
- 1936: Soldaten – Kameraden
- 1936: Standschütze Bruggler
- 1936: Familienparade
- 1936: Der schüchterne Casanova
- 1936: Die unmögliche Frau
- 1936: Fridericus
- 1937: Die Kreutzersonate
- 1938: Gauner im Frack
- 1939: Dein Leben gehört mir
- 1939: Das Ekel
- 1939: Ich verweigere die Aussage
- 1939: Eine kleine Nachtmusik
- 1940: Falstaff in Wien
- 1940/42: Der große König
- 1941: Der Weg ins Freie
- 1941: Wetterleuchten um Barbara
- 1942: Die goldene Stadt
- 1942: Der Fall Rainer
- 1943: Damals
- 1943: Romanze in Moll
- 1943: Das Bad auf der Tenne